# 两度帖

## 简介
两度帖，是唐太宗出征高丽时，给皇太子李治写的私信。这封信充分表现了唐太宗的爱子之情，展现了这位伟大帝王作为父亲时细腻的一面。
李治，小名稚奴，长孙皇后所生，皇后去世后，与妹妹晋阳公主一起被唐太宗带在身边亲自抚养长大，因此唐太宗对兄妹俩万般呵护宠爱。

## 原文
两度帖
两度得大内书，不见奴表，耶耶忌欲恒死，少时间忽得奴手书，报娘子患，忧惶一时顿解，欲似死而更生，今日已后，但头风发，信便即报耶耶。若少有疾患，即一一具报。今得辽东消息，录状送，忆奴欲死，不知何计使还具，耶耶，敕。

## 译文
两次收到宫里来的信，却不见稚奴你的信。爸爸我担心的要死。不久前忽然收到你的信，说太子妃生病了，我的担心忧虑才顿时解除了，就好像死而复生的感觉。从现在起，如果你的头风病发作，要立刻写信告诉爸爸。如果有什么小病小痛，也要一一写信告诉我。刚刚得到辽东那边来的消息，抄录一份给你。爸爸想稚奴你想得要死。不知道什么时候才能回去。 爸爸，书。

## 唐太宗亲自抚养儿女的史料
《唐会要》卷六◎公主杂录》：（贞观）十六年七月三日,敕晋王宜班于朝列。晋王及晋阳公主,幼而偏孤,上亲加鞠养。晋王或暂出阁,公主必送出虔化门,涕泪而别。至是公主言于太宗曰: “兄今与百僚同列，将不得在内耶 ？” 言讫，哽噎不自胜。上为之流涕。
《新唐书》晋阳公主传》：晋阳公主字明达，幼字兕子，文德皇后所生。未尝见喜愠色。帝有所怒责，必伺颜徐徐辩解，故省中多蒙其惠，莫不誉爱。后崩，时主始孩，不之识；及五岁，经后所游地，哀不自胜。帝诸子，唯晋王及主最少，故亲畜之。 王每出合，主送至虔化门；泣而别。王胜衣，班于朝，主泣曰：“兄今与群臣同列，不得在内乎？”帝亦为流涕。主临帝飞白书，下不能辨。薨年十二。帝阅三旬不常膳，日数十哀，因以癯羸。群臣进勉，帝曰：“朕渠不知悲爱无益？而不能已，我亦不知其所以然。” 因诏有司簿主汤沐余赀，营佛祠墓侧。
 《谏魏王泰物料逾东宫疏》：臣遂良言：......然晋王，陛下亲自抚养，至於成立，上圣深慈，偏所锺爱。《传》曰：「臣闻爱子，教之以义方。」忠孝恭俭，义之方谓。国家於东宫，略同魏府。即目所睹，未有殊别。语其将来，不可不虑。若多其室宇，唯欲崇高，赐以金贝，使其盈积......
《册府元龟》帝王部·诫励第二》：太子曰：“念臣七岁偏孤，蒙陛下手加鞠养，自朝及夕，未尝违离。明旦辞违，陨心泣血，今日顿锺於臣。”因悲不自支。帝亦为之洒泪。
《旧唐书》列传第五十七》：初，贞观中，高宗为晋王，以文德皇后最少子，后崩后累年，太宗怜之，不令出阁，至立为太子。